# センバ・モングニ
センバ・モングニ（Themba Mnguni、1973年12月16日 - ）は、南アフリカの元サッカー選手。元南アフリカ代表。ポジションはディフェンダー。

## 来歴
1998年2月にアフリカネイションズカップ1998で南アフリカ代表デビュー、2試合に出場し準優勝した。出場機会は無かったが1998 FIFAワールドカップのメンバーにも選出された。2003年までに13試合に出場した。

## 代表歴

### 出場大会
- 南アフリカ代表
  - 1998 FIFAワールドカップ

### 試合数
- 国際Aマッチ 13試合 0得点（1998年-2003年）[1]

| 南アフリカ代表 | 国際Aマッチ | 国際Aマッチ |
| 年             | 出場        | 得点        |
| -------------- | ----------- | ----------- |
| 1998           | 5           | 0           |
| 1999           | 6           | 0           |
| 2000           | 0           | 0           |
| 2001           | 1           | 0           |
| 2002           | 0           | 0           |
| 2003           | 1           | 0           |
| 通算           | 13          | 0           |